# Équivalent CO2

L'équivalent CO2 (abréviations : eqCO2, éq. CO2, CO2e ou CO2-eq) d'une émission de gaz à effet de serre est la quantité de dioxyde de carbone (CO2) qui provoquerait le même forçage radiatif cumulé sur une période de temps donnée, c'est-à-dire qui aurait la même capacité à réchauffer le système surface terrestre-troposphère. Il est calculé en multipliant la masse de gaz émise par son potentiel de réchauffement global (PRG), qui dépend du gaz et de l'horizon temporel considéré. L'unité de mesure courante est la tonne d'équivalent dioxyde de carbone (tCO2e), ou la mégagramme d'équivalent dioxyde de carbone (MgCO2e).

## Définition

### Pour le GIEC
Selon le GIEC, « L'émission en équivalent CO2 est la quantité émise de dioxyde de carbone (CO2) qui provoquerait le même forçage radiatif intégré, pour un horizon temporel donné, qu’une quantité émise d’un seul ou de plusieurs gaz à effet de serre (GES). L’émission en équivalent CO2 est obtenue en multipliant l’émission d’un GES par son potentiel de réchauffement global (PRG) pour l’horizon temporel considéré. Dans le cas d’un mélange de GES, l’émission en équivalent CO2 est obtenue en additionnant les émissions en équivalent CO2 de chacun des gaz. Si l’émission en équivalent CO2 est une mesure couramment utilisée pour comparer les émissions de différents GES, elle n’implique cependant pas d’équivalence en ce qui concerne les réponses correspondantes du changement climatique. Il n’existe en général aucune corrélation entre les émissions en équivalent CO2 et les concentrations en équivalent CO2 qui en résultent. ».
Dans son rapport spécial de 2018 sur les conséquences d'un réchauffement planétaire de 1,5 °C, le GIEC précise qu'il y a de multiples manières de calculer de telles émissions équivalentes en fonction du choix de l'horizon temporel, mais qu'en général, c'est le PRG sur 100 ans qui est retenu.

### Vocabulaire normalisé français
Pour le vocabulaire officiel de l’environnement (tel que défini par la Commission d'enrichissement de la langue française en 2019), l'expression « équivalent en dioxyde de carbone » (en abrégé : équivalent CO2 ou éqCO2) est définie comme la « masse de dioxyde de carbone qui aurait le même potentiel de réchauffement climatique qu'une quantité donnée d'un autre gaz à effet de serre ». La commission ajoute que :
1. une émission de gaz à effet de serre exprimée en équivalent en dioxyde de carbone est le produit de la masse de ce gaz à effet de serre par son potentiel de réchauffement climatique ;
2. l'équivalent en dioxyde de carbone étant utilisé comme valeur de référence, il sert d'unité ;
3. on trouve aussi le terme « équivalent carbone »[3]. La commission note que cette notion renvoie à celles de bilan d'émissions de gaz à effet de serre, d'intensité des émissions de gaz à effet de serre et de potentiel de réchauffement climatique.

## Durée de vie et potentiel de réchauffement global des gaz à effet de serre
Le tableau ci-après récapitule la durée de vie dans l'atmosphère et le potentiel de réchauffement global (PRG) des GES les plus courants (la durée de vie du dioxyde de carbone est estimée supérieure à 500 ans et son PRG vaut 1, puisque ce gaz sert de référence).
| Gaz                                     | Durée de vie (années) | PRG selon la période considérée | PRG selon la période considérée | PRG selon la période considérée |
| --------------------------------------- | --------------------- | ------------------------------- | ------------------------------- | ------------------------------- |
| Gaz                                     | Durée de vie (années) | 20 ans                          | 100 ans                         | 500 ans                         |
| Dioxyde de carbone (CO2)                | >500,*                | 1                               | 1                               | 1                               |
| Méthane (CH4)                           | 12                    | 72                              | 25                              | 7,6                             |
| Oxyde nitreux (N2O)                     | 114                   | 289                             | 298                             | 153                             |
| Tétrafluorure de carbone, (CF4, PFC-14) | 50 000                | 5 210                           | 7 390                           | 11 200                          |
| Trifluorométhane (CHF3, HFC-23)         | 260                   | 9 400                           | 12 000                          | 10 000                          |
| Hexafluorure de soufre (SF6)            | 3 200                 | 15 100                          | 22 200                          | 32 400                          |

*La décroissance d'un surplus de CO2 atmosphérique est complexe. Une fraction est rapidement absorbée par la végétation et les océans (de l'ordre de l'année). La réduction de la fraction restante dépend de mécanismes bien plus lents, notamment de l'altération des silicates. La disparition totale d'un surplus important de CO2 atmosphérique a lieu au bout de plusieurs centaines de milliers d'années.